# Тайбейська соборна мечеть
Тайбейська соборна мечеть (кит. упр. 臺北 清真 大寺) — найбільша мечеть в Тайвані. Загальна площа 2 747 м². Зареєстрована як історична пам'ятка 26 червня 1999 року адміністрацією Тайбея. 

## Історія
Після передачі Тайваню Китаю в 1945 році Китайська мусульманська асоціація (CMA) у Нанкіні призначила Чан Цзічуня (常 子 春), Ван Цзіньчжая (王靜 齋) та Чжен Хоурена (鄭 厚仁) сформувати підготовчий комітет CMA філія на Тайвані 23 грудня 1947 року.
Пізніше, оскільки багато мусульман, які приїхали на Тайвань, не могли знайти місця для молитви, вони зібрали гроші на будівництво першої мечеті на Тайвані.
У другій половині 1950-х років після закінчення громадянської війни в Китаї і передислокації націоналістичного уряду з материкового Китаю на Тайвань, генеральний директор CMA Бай Чунсі і ROC міністр закордонних справ Джордж Yeh запропонував будівництво великої ісламської мечеть у стилі, спроектована відомим архітектором Ян Чо-енгом. При керівнику Бай Чунсі, генеральному директорі Ши Цзичжоу (時 子 周) та голові правління Чан Цзісуаню (常 子 萱) мечеть була побудована.
Вартість будівництва була покрита за рахунок Китайської мусульманської асоціації з фінансуванням 150 тисяч доларів від шаха Ірану і короля Йорданії і 100 тисяч доларів, даних в борг урядом Тайваню.
Мечеть відвідали глави держав, таких, як король Хусейн з Йорданії, прем'єр-міністр Малайзії Абдул Рахман та багатьох інших видатних мусульманських лідерів.

## Архітектура
Велика мечеть Тайбея була побудована відповідно до ісламської релігії та арабської архітектури. Він був розроблений архітектором Ян Чо-ченгом, тим самим архітектором, який спроектував гранд-готель Тайбей, меморіальний зал Чан Кайші, Національний театр і концертний зал та багато інших визначних будівель на Тайвані.
Мечеть також має два мінарети висотою 20 метрів кожен, розташованих по обидва кінці будівлі.